# Pedicia (Crunobia) patens
Pedicia (Crunobia) patens is een tweevleugelige uit de familie Pediciidae. De soort komt voor in het Palearctisch gebied.